# Wistremiro
Wistremiro fue un religioso mozárabe que fue arzobispo de Toledo entre 828 y 858, aproximadamente.
Sucesor de Gumesindo hacia el año 828, en febrero de 839 presidió el Concilio de Sevilla, donde se trató un problema de aquella demarcación, y a pesar de asistir el arzobispo hispalense, parece que la sede toledana, aunque todavía no era ni existía como primada, tenía ya una importancia superior al resto. Además, con la celebración de esta reunión se demuestra que el territorio peninsular dominado por los musulmanes mantuvo la estructura eclesiástica anterior, incluida la diversidad de cargos. Flórez nos informa que Eulogio de Córdoba fue panegirista de Wistremiro. El santo, que pasó muchos días con él conversando hacia 849, lo califica de anciano pero aún con vigor, y enumera sus cualidades de hombre santísimo y honesto en las costumbres y méritos. Explica entonces que Wistremiro predicó a pesar de estar bajo dominio musulmán y mantuvo el antiguo esplendor de la iglesia de Toledo. Este panegírico fue escrito en 851 y entonces Wistremiro aún vivía. Dado que Eulogio fue arzobispo de Toledo electo en 859, se cree que Wistremiro podría haber vivido hasta esa fecha y, por tanto, su mandato al frente de la archidiócesis habría sido de treinta años.